# 장정식
장정식(1939년~)은 대한민국의 정치인이다. 관선 도봉구청장, 민선 강북구청장을 지냈다.

## 학력
- 1947.03~1953.02 보성득량남국민학교 졸업
- 1953.03~1955.02 순천매산중학교 졸업
- 1955.03~1958.02 순천사범학교 졸업
- 서울대학교 농과대학 농학과 학사 졸업
- 서울대학교 행정학대학원 행정학 석사 졸업

## 경력
- 1971.07 제10회 행정고등고시 합격
- 1971.12 건설부 국토계회쿡 투자심사과 사무관
- 1972.03 건설부 기획관리실 투자심사과 사무관
- 197? 건설부 기획관리실 사무관
- 행정조정실 서기관
- 1982.08 서울특별시청 재무국 관재과장
- 1984.02 서울특별시 서대문구청 재무과장
- 1985.04 서울특별시청 기회콰리실 투자관리관실 투자관리담당관
- 1986.07 서울특별시 지방고무원교육원 교수부 교하콰장
- 1988.05 서울특별시청 기회콰리실 기획담당관
- 1990.12 내무부 지방행정연수원 시장군수반 수료
- 1990.12 서울특별시 강서구 부구청장
- 1992.02 서울특별시 성북구 부구청장
- 1993.03 서울특별시 동대문구 부구청장
- 1993.09 서울특별시청 재정기획관
- 1993.12~1994 제16대 서울특별시 도봉구청장
- 1994.12 서울특별시청 문화관광국장
- 1993.03 민주당 입당
- 1995.07~1998.06 제3대 서울특별시 강북구청장
- 1996 한국행정학회 상임이사
- 199? 한국지방자치학회 운영이사
- 1998.07~2002.06 제4대 서울특별시 강북구청장
- 서울특별시 구청장 협의회 회장
- 서울특별시 도시계획위원
- 2002.04 새천년민주당 탈당

## 역대 선거 결과
|  | 49.33% |

|  | 0% |

|  | 24.35% |

| 전임 김익수 | 제16대 서울시 도봉구청장(관선) 1993년 12월~1994년 12월 | 후임 강성환 |

| 전임 옥유영 | 제3·4대 서울시 강북구청장(민선) 1995년 7월 1일~2002년 6월 30일 | 후임 김현풍 |